# 4-아미노벤조산
4-아미노벤조산(영어: 4-aminobenzoic acid)은 화학식이 H2NC6H4CO2H인 유기 화합물이다. 파라-아미노벤조산(영어: para-aminobenzoic acid, PABA), p-아미노벤조산(영어: p-aminobenzoic acid)이라고도 하는데, 이는 두 작용기가 파라 위치에서 벤젠 고리의 서로 반대편에 부착되어 있기 때문이다. 4-아미노벤조산은 흰색 고체이지만 상업용 샘플은 회색으로 보일 수 있다. 4-아미노벤조산은 물에 약간 용해된다. 4-아미노벤조산은 아미노기와 카복실기로 치환된 벤젠 고리로 구성되어 있다. 4-아미노벤조산은 자연계에서 광범위하게 생성된다.

## 생산 및 생성
산업에서 4-아미노벤조산은 주로 두 가지 경로로 제조된다.
- 4-나이트로벤조산의 환원
- 테레프탈산으로부터 유래된 모노아마이드의 호프만 자리옮김[3]

4-아미노벤조산의 식품 공급원으로는 간, 맥주 효모(및 여과되지 않은 맥주), 콩팥, 당밀, 버섯 및 전곡(全穀) 등이 있다.
이 화합물에 대한 리뷰이다.

## 생물학

### 생화학
4-아미노벤조산은 세균, 식물, 균류에 의한 폴산 합성에서의 대사 중간생성물이다. 대장균과 같은 사람의 장관에서 발견되는 것을 포함한 많은 세균들은 4-아미노-4-디옥시코리슴산 생성효소와 4-아미노-4-디옥시코리슴산 분해효소의 결합된 작용에 의해 코리슴산으로부터 4-아미노벤조산을 생성한다. 식물은 엽록체에서 4-아미노벤조산을 생성하고 이를 조직에 포도당 에스터(pABA-Glc)로 저장한다. 사람은 4-아미노벤조산을 폴산으로 전환시키는 효소가 결핍되어 있기 때문에 녹색 잎 채소와 같은 식이 공급원으로부터 폴산을 섭취해야 한다. 사람의 경우 4-아미노벤조산은 필수적이지 않은 것으로 간주되며 역사적으로 "비타민 Bx"로 불렸지만 일반적인 사람의 장내 미생물군집이 자체적으로 4-아미노벤조산을 생성하기 때문에 더 이상 비타민으로 간주되지 않는다.
|  |

설파제는 구조적으로 4-아미노벤조산과 유사하며, 이의 항균 활성은 다이하이드로프테로산 생성효소에 의해 4-아미노벤조산이 폴산으로 전환되는 것을 방해하기 때문이다. 따라서 세균의 생장은 폴산의 결핍으로 인해 제한된다.

### 의료용
4-아미노벤조산의 칼륨염은 포타바(Potaba)라는 상품명으로 페이로니병과 같은 섬유성 피부 질환 치료제로 사용된다. 4-아미노벤조산은 또한 과민성 대장 증후군 환자가 관련 위장 증상을 치료하기 위해 알약 형태로 사용하고, 영양 역학 연구에서 소변의 나트륨, 칼륨 또는 질소 수준의 측정을 위한 24시간 소변 수집의 완전성을 평가하기 위해 사용하기도 한다.

### 영양 보충제
4-아미노벤조산을 생성하는 결장의 세균이 결핍된 사람들을 제외하고 사람에서 4-아미노벤조산 결핍에 대해 어떤 인식된 증후군이 없음에도 불구하고, 영양 보충제로 4-아미노벤조산을 생산하는 상업적 공급업체에 의해 많은 이점들이 주장된다. 피로, 과민성, 우울증, 수양성 습진(습윤 습진), 경피증(피부의 조기 경화), 피부의 반점 색소 손실(백반증) 및 조기 흰머리에 효과가 있다고 주장된다.

## 상업용 및 산업용
4-아미노벤조산은 주로 생물 의학 분야에서 사용된다. 다른 용도로는 특수 아조 염료 및 가교제로의 전환이 있다. 4-아미노벤조산은 생분해성 살충제로도 사용되지만 생물 살충제에 대한 새로운 변종의 진화로 인해 현재 사용이 제한된다.
과거에는 4-아미노벤조산이 자외선 차단제에 UV 필터로 널리 사용되었다. 4-아미노벤조산은 UVB 흡수제로 290~320 nm 사이의 파장의 빛을 흡수할 수 있다. 반면에 320~400 nm 사이의 UVA 파장이 통과하도록 허용하여 황갈색을 생성한다. 1943년에 특허를 받은 4-아미노벤조산은 자외선 차단제에 사용된 최초의 활성 성분 중 하나였다. 생쥐를 대상으로 한 최초의 생체 내 연구는 4-아미노벤조산이 UV 손상을 감소시키는 것으로 나타났다. 또한 설치류를 피부 종양으로부터 보호하는 것으로 나타났다. 1980년대 초의 동물 및 시험관 연구에서는 4-아미노벤조산이 세포의 UV 손상의 위험을 증가시킬 수 있다고 제안되었다. 이러한 연구와 알레르기 및 의복 변색 문제로 4-아미노벤조산은 자외선 차단제로서의 인기를 잃어버렸다. 그러나 현재 파디메이트 O와 같은 불용성 4-아미노벤조산 유도체는 마스카라, 컨실러, 매트 립스틱 등 일부 화장품에 사용되고 있다.
2008년을 기준으로 새로운 자외선 차단제의 발전은 UVA를 포함한 모든 파장에 걸쳐 일관된 보호를 제공하는 광범위한 활성 성분 개발에 초점을 맞추고 있다. 연구자들은 4-아미노벤조산(PABA) 및 TiO2를 사용한 수성 인시투 합성 방법으로 생성된 PABA–TiO2 하이브리드 나노 구조를 고려하고 있다.

## 안전 고려사항
4-아미노벤조산은 대부분 무독성이다. 개에서 4-아미노벤조산의 반수 치사량은 2 g/kg이다. 4-아미노벤조산에 대한 알레르기 반응이 일어날 수 있다. 4-아미노벤조산은 특정 에스터 국소 마취제의 대사에서 형성되며 국소 마취제에 대한 많은 알레르기 반응은 4-아미노벤조산에 대한 반응의 결과이다.

## 같이 보기
- 4-아미노살리실산
- 벤조카인